# Paul Henry Lang
Paul Henry Lang (* 28. August 1901 in Budapest, Österreich-Ungarn; † 22. September 1991 in Lakeville, Connecticut) war ein US-amerikanischer Musikwissenschaftler und -kritiker ungarischer Herkunft.

## Leben
Lang studierte an der Musikakademie Budapest und war zwei Jahre stellvertretender Direktor der Budapester Oper. Daran schloss sich ein Studium der Musikwissenschaften an. Er besuchte die Universität Heidelberg und die Sorbonne in Paris. 1928 übersiedelte er in die USA. Bis 1933 unterrichtete er am Vasser College und am Wells College. 1934 wurde er US-amerikanischer Staatsbürger. Er unterrichtete von 1933 bis 1969 an der Columbia University und war 1954 bis 1963 der leitende Musikkritiker der New York Herald Tribune.
Langs 1941 erschienenes Buch Music in Western Civilization gilt als ein Standardwerk der musikwissenschaftlichen Literatur.
1953 wurde Lang in die American Academy of Arts and Sciences gewählt.

## Werke
- George Frideric Handel
- The Experience of Opera
- Music in Western Civilization
- Creative World of Beethoven
- Musicology and Performance